# The Bootleg Series Vol. 8: Tell Tale Signs
The Bootleg Series Vol. 8 - Tell Tale Signs é uma compilação do cantor Bob Dylan, lançada a 6 de Outubro de 2008.
O disco conta com as sessões de gravação dos álbuns Oh Mercy, World Gone Wrong, Time Out of Mind e Modern Times, bem como algumas bandas sonoras e faixas não editadas gravadas ao vivo, desde 1989 até 2006.

## Faixas

### Disco 1
1. "Mississippi" - 6:04 (Nunca editado, Time Out of Mind)
2. "Most of the Time" - 3:46 (Versão alternativa, Oh Mercy)
3. "Dignity" - 2:09 (Demo piano, Oh Mercy)
4. "Someday Baby" - 5:56 (Versão alternativa, Modern Times)
5. "Red River Shore" - 7:36 (Nunca editado, Time Out of Mind)
6. "Tell Ol' Bill" - 5:31 (Versão alternativa da banda sonora de North Country)
7. "Born in Time" - 4:10 (Nunca editado, Oh Mercy)
8. "Can't Wait" - 5:45 (Versão alternativa, Time Out of Mind)
9. "Everything Is Broken" - 3:27 (Versão alternativa, Oh Mercy)
10. "Dreamin' of You" - 6:23 (Nunca editado, Time Out of Mind)
11. "Huck's Tune" - 4:09 (Banda sonora de From Lucky You)
12. "Marchin' to the City" - 6:36 (Nunca editado, Time Out of Mind)
13. "High Water (For Charley Patton)" (Ao vivo) - 6:40

### Disco 2
1. "Mississippi" - 6:24 (Versão alternativa #2, Time Out of Mind)
2. "32-20 Blues" - 4:22 (Nunca editado, World Gone Wrong)
3. "Series of Dreams" - 6:27 (Nunca editado, Oh Mercy)
4. "God Knows" - 3:12 (Nunca editado, Oh Mercy)
5. "Can't Escape from You" - 5:22 (Nunca editado)
6. "Dignity" - 5:25 (Nunca editado, Oh Mercy)
7. "Ring Them Bells" - 4:59 (Ao vivo)
8. "Cocaine Blues" - 5:30 (Ao vivo)
9. "Ain't Talkin'" - 6:13 (Versão alternativa, Modern Times)
10. "The Girl on the Greenbriar Shore" - 2:51 (Ao vivo)
11. "Lonesome Day Blues" - 7:37 (Ao vivo)
12. "Miss the Mississippi" - 3:20 (Nunca editado, 1992)
13. "The Lonesome River" - 3:04 (Com Ralph Stanley, do álbum Clinch Mountain Country)
14. "'Cross the Green Mountain" - 8:15 (Banda sonora de From Gods and Generals)